# Heliophanus giltayi
Heliophanus giltayi är en spindelart som beskrevs av Roger de Lessert 1933. Heliophanus giltayi ingår i släktet Heliophanus och familjen hoppspindlar. Inga underarter finns listade i Catalogue of Life.